# Parco della Resistenza del Monte Santa Giulia
Il Parco della Resistenza del Monte Santa Giulia è situato a 900 m s.l.m. a Monchio di Palagano (MO), nel verde scenario delle  Valli del Dragone. Il parco si estende per oltre 28 ettari e sulla sua sommità sorge l'antica Pieve dei Monti risalente al (X-XI secolo).
Durante la resistenza italiana fu punto strategico per la costituzione della Repubblica di Montefiorino. Sotto le absidi della pieve è emersa una ricca stratificazione archeologica all'interno della quale fu rinvenuta una spada, datata tarda età del bronzo. All'ingresso è allestito il  Memorial S.Giulia, un complesso scultoreo di 14 monoliti, opera di artisti di diverse nazionalità.    
L'opera è posta a ricordo delle vicende della guerra di liberazione ed è un invito alla fratellanza tra i popoli. L'area racchiude, oltre a valenze storiche, caratteristiche naturalistiche interessanti e diversificate, che la rendono luogo ideale per la conoscenza dell'Appennino. Una parte del parco è attrezzata per lo svago con: barbeque, panchine, capanne, tavoli, fontane, servizi igienici. Tutta l'area è percorribile a piedi, in bicicletta, a cavallo. Una fitta rete di percorsi segnati collega il parco alla rete sentieristica della Comunità Montana dell'Appennino Modena Ovest ed alle vie storiche della Provincia di Modena. L'area è attrezzata con un campo-scuola di Orienteering ed un percorso con fondo compatto per lo svolgimento del trail O (orienteering di precisione), disciplina adatta anche a persone con disabilità motorie.